# Baschneft
Baschneft (russisch Башнефть) ist ein russisches Mineralölunternehmen mit Unternehmenssitz in Ufa in der russischen Teilrepublik Baschkortostan. Baschneft ist im RTS-Index an der Moskauer Börse gelistet. Es entstand durch einen Zusammenschluss von Erdölunternehmen, welche von den Regionalbehörden privatisiert worden waren.
Baschneft gehört zu den wichtigsten russischen Mineralöl- und Erdgasproduzenten. Das Unternehmen besitzt drei Raffinerien (Ufaneftechim, UNPS und Nowoil) und betreibt ein Tankstellennetz.

## Geschichte

### Ab 2009
Im Jahr 2009 wurde Baschneft an die Investorengruppe Sistema verkauft, welche unter der Kontrolle von Wladimir Jewtuschenkow stand.
Der Konzern wurde jedoch wieder verstaatlicht. Jewtuschenkow wurde unter Hausarrest gestellt und die Aktien im Herbst 2014 an der Börse gesperrt. Die Anteile wurden an den Staat zurückgegeben. Ein russischer Unternehmerverband hatte den Hausarrest als politisch motiviert bezeichnet. Seit August 2013 wurde im Vorfeld dieses Verfahrens das oberste Handelsgericht mit dem obersten ordentlichen Gericht zusammengelegt und somit faktisch untergeordnet. Damit wurde für Analytiker „die verlässlichere Säule der russischen Justiz geschwächt“.
Ende Oktober 2014 verfügte ein Moskauer Handelsgericht in erster Instanz die Herausgabe der Aktien. Die Privatisierung durch die Regionalbehörden habe gegen die Interessen des Zentralstaates verstoßen. Im November teilte der Mehrheitsaktionär Sistema mit, auf eine Berufung gegen diese Enteignung zu verzichten, obschon der Gerichtsprozess „konstruiert“ erschien. Die an den Staat zurückgehenden Aktien sollten wieder privatisiert werden.

### Verkauf an Rosneft
Im Oktober 2016 wurde Baschneft stattdessen an den staatlich kontrollierten Rosneft-Konzern verkauft. Das Dekret der Regierung vom 6. Oktober 2016 ermächtigte Rosneft zum Kauf und dem Einsatz von 330 Milliarden Rubel zur Erlangung einer Aktienmehrheit von 50,1 Prozent. 25 Prozent werden von Baschkortostan gehalten.
Gegen den ehemaligen Generaldirektor Ural Rachimow wurde 2014 ein internationaler Haftbefehl erlassen, jedoch weigerte sich Österreich, ihn zu verhaften, weil es politische Motive vermutete. Verhaftet wurde hingegen der Wirtschaftsminister Russlands, Alexei Uljukajew, welcher eine echte Privatisierung gewünscht hatte.
Rosneft klagt gegen Sistema zudem wegen "Wertverlust" im Zusammenhang mit Teil-Verkäufen aus den Jahren 2009 und 2014, also längst und öffentlich bekannten Vorgängen beim Kauf durch Rosneft. Der Börsenwert war aufgrund der Umstrukturierung und Effizienzsteigerung sogar gestiegen. Eigentlich unüblich, hatte das Gericht nach der Einreichung dieser Klage im Mai 2017 vorsorglich Vermögenswerte von Sistema blockiert, gemäß dessen eigenen Angaben 4,2 Milliarden Dollar und damit fast die Hälfte mehr als der (überhöhte) Streitwert von maximal 250 Milliarden Rubel dieses als konstruiert betrachteten Verfahrens.
Im ersten Halbjahr 2016 förderte Baschneft pro Tag 425.000 Fass Rohöl und erzielte einen Gewinn von 452 Millionen Dollar.

## Sponsorentätigkeit
Ab Februar 2010 war Baschneft Haupt- und Trikotsponsor des Fußballvereins ZSKA Moskau. Diese Zusammenarbeit wurde für 3 Jahre vertraglich vereinbart.